# Euxoa ochrogaster
Euxoa ochrogaster là một loài bướm đêm thuộc họ Noctuidae. Nó được tìm thấy ở Iceland và miền bắc châu Âu, qua Baltic to vùng Amur. ở Bắc Mỹ, nó có ở Alaska to Newfoundland và Labrador, phía nam into phần phía bắc của Hoa Kỳ, phía nam in Dãy núi Rocky to Arizona và New Mexico.
Con trưởng thành bay từ the end of tháng 7 to beginning of tháng 9.
Ấu trùng ăn các loài a variety of broad leaf plants và grasses, bao gồm các loài Plantago. The is economically important on Helianthus annuus ở Bắc Mỹ.

## Phụ loài
- Euxoa ochrogaster ochrogaster
- Euxoa ochrogaster islandica (Iceland)
- Euxoa ochrogaster rossica (Lithuania to Amur)